# کلیر سیتی (داکوتای جنوبی)
کلیر سیتی(به انگلیسی: Claire City) شهری در ایالت داکوتای جنوبی کشور ایالات متحده آمریکا است که جمعیت آن در سرشماری سال ۲۰۱۰ میلادی، ۷۶ نفر بوده‌است.